# Nikos Vertis
Nikolaos Vertis Arvanitidis (Alfabetul grec: Νίκος Βέρτης, n. 21 august 1976, Gorinchem, Olanda de Sud, Țările de Jos) este un interpret grec ce s-a născut în Gorinchem, Olanda. Până în prezent, a lansat cinci albume de studio, un single CD și două albume ediții speciale în format CD/DVD.

## Cariera

#### Primii ani
La vârsta de 6 ani, Vertis și familia lui se mută la Salonic, Grecia, iar la 7 începe să cânte la bouzouki, pentru ca în jurul vârstei de 15 ani să înceapă studiul muzicii vocale. La 16 ani se întoarce în Olanda, unde urmează un liceu tehnic. Peste doi ani revine în Grecia pentru a-și satisface obligațiile militare, la finalul cărora se dedică iubirii sale pentru muzica interpretativă. Începe să cânte în mici cluburi din Salonic și alte locații din regiunea Macedoniei grecești. În vara lui 2002 cântă în popularul club Rodon, unde produce un impact puternic, încheind aici un contract până la sfârșitul verii lui 2003.  

#### 2003-2004:Poli Apotoma Vradiazei&Pame Psihi Mou
În 2003, Vertis semnează un contract cu Universal Music Grecia și își lansează albumul de debut intitulat Poli Apotoma Vradiazei (Se face repede seară). Cântecele "Asteri Mou", "An Feigeis", "San Trelos Se Agapao" și cea care dă titlul albumului devin rapid hituri de radio, iar Peggy Zina îi împrumută vocea pentru două duete ce apar pe albumele ei, "Eimaste Horia" și "Hanomaste", care devin, de asemenea, hituri radio. Pentru sezonul de iarnă 2003-2004, Vertis se mută la Atena, Grecia, unde colaborează cu Peggy Zina în clubul Apollon. La cea de-a treia gală anuală a Arion Music Awards, din 2003, Vertis câștigă premiul pentru "Cel mai bun debut".
În mai 2004, Vertis reia colaborarea cu clubul Rodon din Salonic, susținând spectacole de succes până în august. În septembrie 2004, își lansează cel de-al doilea album, Pame Psihi Mou (Să mergem, sufletul meu) cu melodii compuse de Giorgos Theofanos. Piesele "Pos Tolmas", "Thimamai", și "Se Mena" devin hituri radio. În același timp, Vertis începe să cânte la clubul Posidonio pentru întregul sezon de iarnă 2004-2005. Reprezentațiile sale de la Posidonio se bucură de un mare succes, fiind supranumit "Noul mare interpret Laïka". La cea de-a patra "Arion Music Awards" din 2004, Vertis e nominalizat în categoria "Cel mai bun interpret Laïka".

#### 2005-2006:Pes To Mou Ksana&Pos Pernao Ta Vradia Monos

Coperta dublu platinatului Mono Gia Sena

În primăvara lui 2005, își începe a doua rundă de reprezentații la clubul Posidonio, pe durata întregii veri, lansându-și tot acum și primul single, intitulat "Pes To Mou Ksana" (Spune-mi iar), care devine unul dintre cântecele de top ale anului, single CD-ul fiind recompensat cu platină.
În sezonul de iarnă 2005-2006, continuă să cânte la Posidonio. În decembrie 2005 își lansează cel de-al treilea album, Pos Perno Ta Vradia Monos (Cum petrec singur serile). CD-ul conține muzica lui Kiriakos Papadopoulos, pe versurile lui Ilias Filippou. Albumul primește din nou platină, iar piesele "Pes To Mou Ksana", "Poia Esu", "Pos Na To Exigiso", "Den Se Niazei" și "Kapote Tha Deis" devin hituri radio. La începutul lui 2006, Vertis relansează albumul într-o ediție specială, cu un DVD bonus ce conține 7 clipuri video.

#### 2007 - prezent:Mono Gia SenașiOla Einai Edo

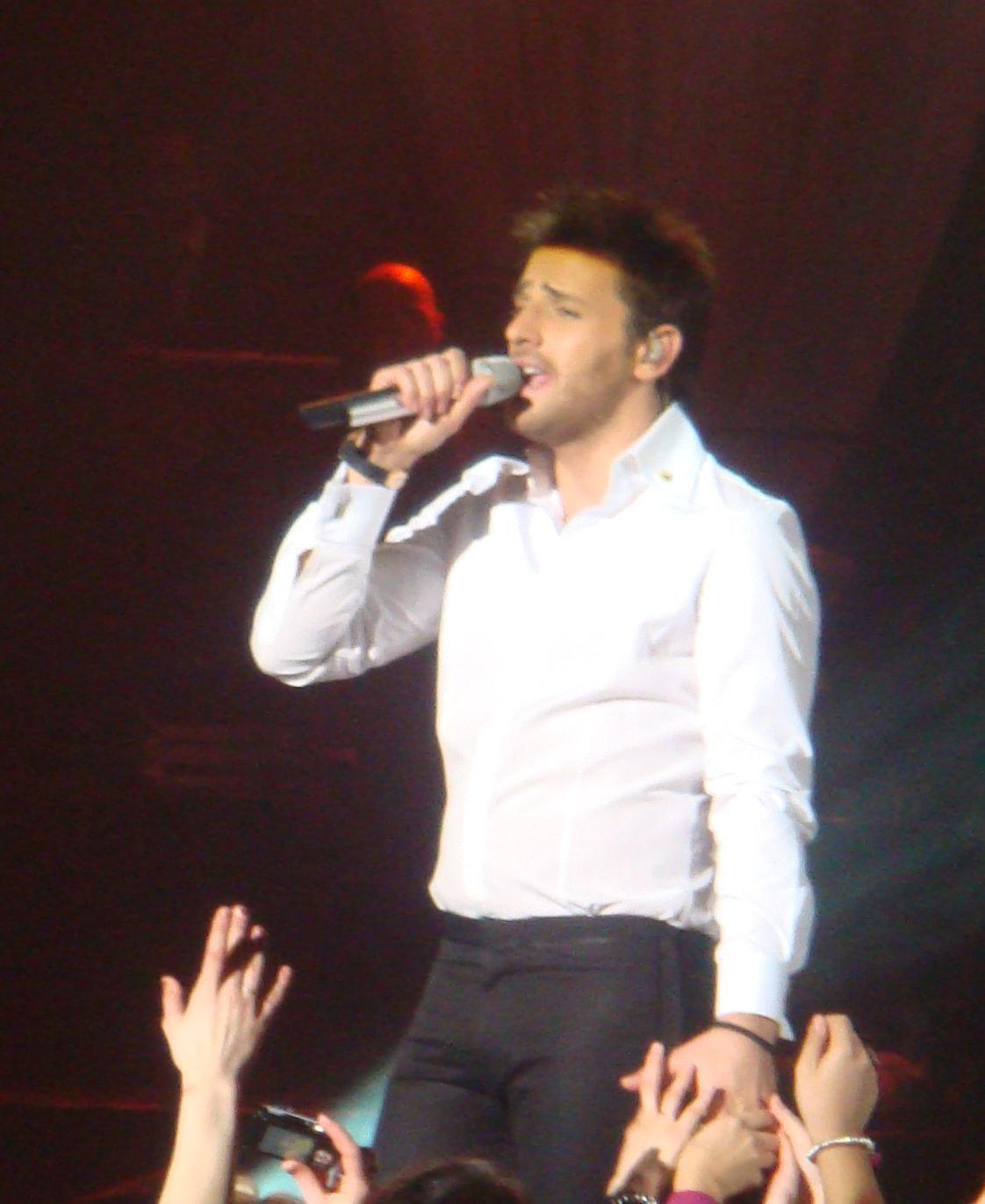
Nikos Vertis cântând la HMV Hammersmith Apollo, în Londra, la 17 februarie 2009.

În sezonul 2006-2007, Vertis continuă să cânte din nou în clubul Posidonion. În martie, începe înregistrările la cel de-al patrulea album de studio, intitulat Mono Gia Sena (Doar pentru tine), care e lansat în aprilie 2007, incluzând un DVD bonus. De pe acest album, piesele "Mono Gia Sena", "Matia Mou Glyka", "Parapono Mou", "Svista Ola" și "De M'Agapas" devin imediat hituri de radio și sunt rulate de-a lungul verii. În iulie 2007, albumul este recompensat cu platină și devine dublu-platinat în februarie 2008. În sezonul de iarnă 2007-2008, Vertis cântă pentru cel de-al patrulea an consecutiv la Posidonion, încheindu-și seria în 14 ianuarie 2008. Ultima seară a fost acompaniat de colegi și prieteni precum Antonis Remos, George Dalaras, Antonis Vardis și alte celebrități. În octombrie 2008, Vertis începe un turneu mondial de douăzeci de concerte în Australia, Statele Unite, Canada și Europa, finalizat pe 17 ianuarie 2009 la HMV Hammersmith Apollo, în Londra.
Cel de-al cincilea album de studio al lui Vertis, Ola Einai Edo (Aici e totul) a fost anunțat inițial a fi lansat în februarie 2009, dar a apărut la începutul lui aprilie. Cele două piese sunt compuse de Christos Nikolopoulos, Antonis Vardis și Dimitris Dekos. Este lansat în trei versiuni: un album standard de 12 piese într-o casetă de bijuterii, o ediție într-o cutie rectangulară cu un CD bonus "Mega-Mix" cu 13 dintre cele mai mari hituri de-ale sale și o versune ce include o revistă. De asemenea, ca parte a campaniei promoționale a Universal Music, ediția standard s-a vândut pentru 9.90 euro, aproape jumătate din prețul obișnuit al albumului. Primul single, "Den Teliosame", a fost lansat la radio la începutul lui aprilie și este o baladă de dragoste; clipul video a fost creat și regizat de Giorgos Gabalos.

## Discografie
| - 2003: Poli Apotoma Vradiazei - 2004: Pame Psihi Mou - 2005: Pos Pernao Ta Vradia Mou Monos - 2005: Pos Pernao Ta Vradia Mou Monos (Ediție specială) - 2007: Mono Gia Sena - 2007: Mono Gia Sena (Ediție specială de lux) - 2009: Ola Einai Edo | - 2005: Pes To Mou Ksana - 2008: Oneiro Alithino |